# Шалон (Изер)
Шалон (фр. Châlons) — коммуна во Франции, находится в регионе Рона — Альпы. Департамент коммуны — Изер. Входит в состав кантона Борепер. Округ коммуны — .
Код INSEE коммуны — 38066. Население коммуны на 1999 год составляло 164 человека. Населённый пункт находится на высоте от  до  метров над уровнем моря. Муниципалитет расположен на расстоянии около 430 км юго-восточнее Парижа, 35 км южнее Лиона, 70 км северо-западнее Гренобля. Мэр коммуны — Mme Tyrode Élisabeth, мандат действует на протяжении 2008—2014 гг.
Динамика населения (INSEE):